# Torre dell'Aquila (Cagliari)
La torre dell'Aquila o più correttamente torre del Leone è una delle torri edificate dai pisani durante il XIV secolo nell'allora rocca di Castel di Castro, oggi quartiere Castello di Cagliari.

## Storia
La torre dell'Aquila (originariamente torre del Leone) venne progettata dall'architetto sardo-pisano Giovanni Capula, già autore dei progetti della torre dell'Elefante e di San Pancrazio, e venne costruita intorno ai primi del Trecento quando, a seguito dell'infeudazione del Regno di Sardegna agli aragonesi nel 1297, i pisani, temendo l'attacco iberico (che avvenne nel 1324), diedero inizio ai lavori per il potenziamento delle fortificazioni di Cagliari. Il nome è dovuto ad una scultura di rapace scolpita nella grande porta situata nella parte bassa della torre che permetteva l'ingresso in Castello.
Nel corso del XVIII secolo la torre subì gravi danni a causa del bombardamento inglese del 1708, spagnolo del 1717 e infine francese nel 1793 che disintegrarono la parte superiore.
Le rovine vennero in seguito in parte demolite e in parte riadattate e incorporate nell'ottocentesco palazzo Boyl.